# 나의 어머니 (2005년 영화)
나의 어머니(핀란드어: Äideistä parhain, 스웨덴어: Den bästa av mödrar, 영어: Mother Of Mine)는 2005년에 공개된 핀란드의 드라마 영화로 클라우스 해뢰가 감독을 맡았다. 토피 마야니에미 등이 주연으로 출연하였으며 스웨덴에서 제작되었다.

## 출연
- 토피 마야니에미: 젊은 에로 라흐티(Eero Lahti) 역
- 마리아 룬드크비스트: 싱네 옌손(Signe Jönsson) 역
- 마리아나 마이얄라: 과거의 키르시 라흐티(Kirsi Lahti) 역
- 미카엘 뉘크비스트: 얄마르 옌손(Hjalmar Jönsson) 역
- 에스코 살미넨: 에로 라흐티 역
- 아이노마이야 티카넨: 키르시 라흐티(Kirsi Lahti) 역
- 카리페카 토이보넨: 라우리 라흐티(Lauri Lahti) 역
- 브라세 브렌스트룀: 할아버지 역
- 페니 엘비라 로프텐: 시브(Siv) 역

## 제작진
- 공동제작: 군나르 칼손, 에르키 아스탈라